# Microsoft Translator
Microsoft Translator là một dịch vụ dịch máy đa ngôn ngữ do Microsoft phát triển. Microsoft Translator là một phần của dịch vụ Microsoft Cognitive Services và được tích hợp trên nhiều sản phẩm dành cho người tiêu dùng, nhà phát triển và doanh nghiệp, bao gồm Bing, Microsoft Office, SharePoint, Microsoft Edge, Skype for Business, Yammer, Skype Translator, Visual Studio, và ứng dụng Microsoft Translator cho Windows, Windows Phone, iPhone, Apple Watch, Android và Android Wear.
Microsoft Translator cung cấp dịch văn bản và dịch giọng nói thông qua các dịch vụ đám mây cho các doanh nghiệp. Dịch vụ dịch văn bản qua API văn bản của trình dịch có phạm vi từ cấp miễn phí hỗ trợ hai triệu ký tự mỗi tháng đến cấp trả phí hỗ trợ hàng tỷ ký tự mỗi tháng.
Dịch vụ này hỗ trợ dịch văn bản giữa 110 ngôn ngữ kể từ tháng 8 năm 2022. Microsoft Translator cũng hỗ trợ dịch giọng nói và hiện đang hỗ trợ tính năng hội thoại trực tiếp cho Microsoft Translator, Skype Translator và Skype dành cho Windows Desktop cũng như ứng dụng Microsoft Translator dành cho iOS và Android.